# Storsjön (östra)
Storsjön (östra) är en sjö i Kungälvs kommun i Bohuslän och ingår i Göta älvs huvudavrinningsområde. Sjön är 11,2 meter djup, har en yta på 0,157 kvadratkilometer och befinner sig 113,9 meter över havet.

## Delavrinningsområde
Storsjön (östra) ingår i det delavrinningsområde (643605-127832) som SMHI kallar för Mynnar i Solbergsån. Medelhöjden är 115 meter över havet och ytan är 6,82 kvadratkilometer. Det finns inga avrinningsområden uppströms utan avrinningsområdet är högsta punkten. Vattendraget som avvattnar avrinningsområdet har biflödesordning 3, vilket innebär att vattnet flödar genom totalt 3 vattendrag innan det når havet efter 39 kilometer. Avrinningsområdet består mestadels av skog (86 %). Avrinningsområdet har 0,35 kvadratkilometer vattenytor vilket ger det en sjöprocent på 5,1 %.